# The Anniversary Waltz Part Two
The Anniversary Waltz Part Two è un brano inciso dalla rock band inglese Status Quo, uscito come singolo nel 1990.

## La canzone
È un medley di brani rock and roll anni cinquanta ed è il seguito di The Anniversary Waltz Part One, traccia che ha ricondotto il longevo gruppo inglese ai vertici delle classifiche.
Pubblicato nel dicembre del 1990, questo nuovo medley si piazza al n. 16 delle charts britanniche.
Il brano non viene inserito in alcun album ma uscito solo come singolo. È stato in seguito incluso in numerose antologie di successi pubblicate dalla band.

## Tracce
1. The Anniversary Waltz Part Two - 5:22 - (Rock'n'Roll Music (Berry) / Lover Please (Swan) / That'll Be the Day (Allison/Holly/Petty) / Singing the Blues (Endsley) / When Will I Be Loved (P. Everly) / Let's Work Together (Harrison) / You Keep a Knockin' (Penniman) / Long Tall Sally (Johnson/Blackwell/Penniman)
2. Dirty Water (Live) - 3:56 -  (Rossi/Young)

## Formazione
- Francis Rossi (chitarra solista, voce)
- Rick Parfitt (chitarra ritmica, voce)
- Andy Bown (tastiere, chitarra, armonica a bocca, cori)
- John 'Rhino' Edwards (basso, voce)
- Jeff Rich (percussioni)

## British singles chart
| Posizione | 35 | 20 | 16 | 16 | 19 | 43 | 66 | uscito |